# Ginalloa andamanica
Ginalloa andamanica är en sandelträdsväxtart som beskrevs av Wilhelm Sulpiz Kurz. Ginalloa andamanica ingår i släktet Ginalloa och familjen sandelträdsväxter. Inga underarter finns listade i Catalogue of Life.